# Нортфілдз (станція метро)
51°29′58″ пн. ш. 0°18′51″ зх. д. / 51.499386° пн. ш. 0.314256° зх. д.
Нортфілдз (англ. Northfields) — станція Лондонського метро в Нортфілдз лондонського боро Ілінг, Західний Лондон. Станція знаходиться на відгалуженні Хітроу лінії Пікаділлі, між станціями Саут-Ілінг та Бостон-манор, у 4-й тарифній зоні. В 2017 році пасажирообіг станції становив 3.99 млн пасажирів

## Історія
- 1. травня 1883: лінії Metropolitan District Railway (MDR; сьогоденна лінія Дистрикт), але потяги прямували без зупинок
- 13. червня 1905: завершення електрифікації колії
- 16. квітня 1908: відкриття станції Нортфілдз (Ілінг)
- 11. грудня 1911: станцію перейменовано на Нортфілдз-енд-Літтл Ілінг
- 19 травня 1932: відкриття станції на новому місці під назвою Нортфілдз
- 13 березня 1933: відкриття трафіку лінії Пікаділлі
- 9. жовтня 1964: припинення трафіку лінії Дистрикт[4]

## Пересадки
Пересадки на автобуси London Buses маршрутів: E2, E3 та нічний маршрут N11

## Послуги
| Попередня станція | Лінія | Лінія                            | Лінія | Наступна станція |
| ----------------- | ----- | -------------------------------- | ----- | ---------------- |
| Бостон-манор      |       | Лондонське метро Лінія Пікаділлі |       | Саут-Ілінг       |